# Michael Maybrick

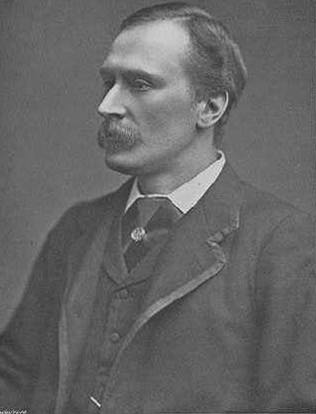
Michael Maybrick

Michael Maybrick (Pseudonym: Stephen Adams; * 31. Januar 1841 in Liverpool, Vereinigtes Königreich Großbritannien und Irland; † 26. August 1913 in Buxton, Derbyshire, Vereinigtes Königreich Großbritannien und Irland) war ein britischer Sänger (Bariton), Organist, Komponist und Bürgermeister von Ryde. The Holy City ist ein von ihm komponierter Song, der im englischen Sprachraum eine große Popularität erreichte und auch heute noch oft aufgeführt wird.

## Leben
Michael Maybrick wuchs in Liverpool auf. Sein Onkel Michael Maybrick (1799–1846) war Organist an der dortigen St. Peter’s Church, schrieb geistliche Musik und leitete die Liverpool Choral Society. Mit acht Jahren spielte Michael Maybrick schon versiert Klavier und begann mit dem Orgelspiel unter der Anleitung von William Thomas Best. Mit fünfzehn wurde er Organist an St. Peter’s und schrieb Anthems, von welchen eines in London aufgeführt wurde. 1865 ging er nach Leipzig, um Klavier und Harmonielehre bei Carl Reinecke, Ignaz Moscheles und Louis Plaidy zu studieren. Später ging er nach Mailand, um seine Baritonstimme bei Gaetano Nava zu perfektionieren. Zunächst sammelte er an italienischen Theatern Erfahrung als Sänger.
Am 25. Februar sang er in London im Oratorium Elias von Felix Mendelssohn Bartholdy. Es folgte ein Erfolg als Telramund in Richard Wagners Lohengrin. Dies führte zu weiteren Auftritten. Er sang mehrmals mit Charlotte Sainton-Dolby (1821–1885), unter anderem bei ihrem Abschiedskonzert am 6. Juni 1870 und erhielt Engagements bei englischen Festivals und bei der Opernkompanie von Carl Rosa. In den frühen 1870er Jahren sang er eigene Lieder, beginnend mit A Warrior Bold. Er begann diese Lieder, meist mit Texten von Frederic E. Weatherly, zu veröffentlichen, wobei die Lieder eine bemerkenswerte Beliebtheit erreichten. Vom frühen Nancy Lee wurden innerhalb zweier Jahre mehr als hunderttausend Kopien verkauft. Seine Lieder führte er in Matineen in der St. James’s Hall auf. 1884 begab er sich auf eine Nordamerikatournee.
Später wurde er Vizepräsident des Trinity College. Nach dem Tod seines Bruders James Maybrick und der darauf folgenden Verurteilung von dessen Frau Florence Maybrick als Mörderin zog er sich von der Bühne zurück. Am 9. März 1893 heiratete er seine langjährige Haushälterin Laura Withers, ließ sich in Ryde nieder und nahm die Kinder seines Bruders auf. In der Folgezeit wurde er Vorsitzender des Isle of Wight Hospital, Friedensrichter und fünfmal zum Bürgermeister von Ryde gewählt. In seiner Freizeit spielte er Cricket, segelte, fuhr Rad und war aktiver Freimaurer. Er litt an Gicht und begab sich im Sommer 1913 zu einem Kuraufenthalt nach Buxton. Dort starb er am 26. August 1913 an Herzversagen. Vier Tage später wurde bei der Kirche All Saints in Ryde beigesetzt.

## Werke (Auswahl)

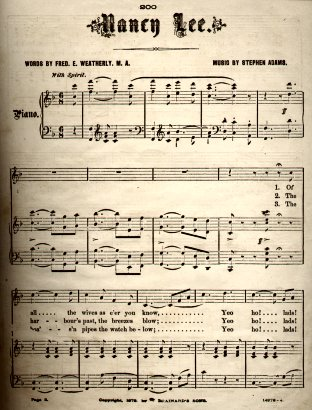
Nancy Lee, 1875

### Klavierwerke
- Nocturne für Klavier. London 1861, OCLC 497026281
- Les Zouaves. Militärmarsch für Klavier, 1862, OCLC 497026306
- Matin Bells. Reverie für Klavier, 1864, OCLC 497026277
- Vesper Chimes. Reverie für Klavier, London 1864, OCLC 497026286
- La Fontaine d’Or. Polka de salon, London 1866, OCLC 497026265
- Juana. Valse élégante, London 1866, OCLC 497026270
- True Blue für Klavier, 1878, OCLC 497054224

### Lieder
- Adieu, Marie! Song, Text: Frederic E. Weatherly. Boosey, London, OCLC 497050944 Nicholson, Sydney 1893, OCLC 811775239 [Digitalisat 1]
- Admirals all. A Song of Sea Kings. Text: H. Newbolt. Boosey, London 1899, OCLC 497050778
- A Song for the Girl I love. Song: F. Langbridge. Boosey, London / New York 1912, OCLC 497053594
- A True British Sailor. Song: F. Langbridge. Boosey, London / New York 1913, OCLC 497054237
- Awake! Song,  Text: Rea. London 1877, OCLC 497050784
- A Warrior Bold. Song, Text: Edwin Thomas,  Chappell, London 1871, OCLC 1117961302[Digitalisat 2]
- Babylon. Geistliches Lied, Text: Frederic E. Weatherly. Boosey, London 1905, OCLC 271468224 [Digitalisat 3]
- Ben the Bo’sun. Song, Text: Frederic E. Weatherly. Boosey, London 1889[Digitalisat 4]
- Blue-eyed Nancy. Song, Text: Frederic E. Weatherly. Boosey, London 1893, OCLC 497050891
- Bravo Jack. Song, Text: Frederic E. Weatherly. Boosey, London 1896, OCLC 497050905
- Bye and Bye, Song. London 1873, OCLC 497026240
- By the fountain. Song, Text: Frederic E. Weatherly. Boosey, London 1889, OCLC 497050944[Digitalisat 5]
- By the waters. Song, Text: Annette Baker. Boosey, London 1894, OCLC 497050983[Digitalisat 6]
- Comrades of yesterday. Song, Text: Frederic E. Weatherly. Boosey, New York 1912, OCLC 439046941
- Daddy’s Letter. Text: Frederic E. Weatherly. Boosey & Hawkes, London 1908, OCLC 497051098
- Ever so far away. Text: Frederic E. Weatherly. Boosey, London 1899, OCLC 1253914797
- Father of the Light. Text: Frederic E. Weatherly. Boosey & Hawkes, London 1906, OCLC 664605533
- Father of the Light. Text: Frederic E. Weatherly. Boosey & Hawkes, London 1906, OCLC 664605533
- Fiona. Song, Text: Frederic E. Weatherly. Boosey, London 1895, OCLC 219854720[Digitalisat 7]
- For Pity’s sake. Text: H. Harraden. London 1881, OCLC 497051219
- Go, and forget. Song, Text: P. Lescribleur. Boosey, London 1884, OCLC 497053223
- Good company. Song, Text: Dr. Charles Mackay. Incipit: When I sit by myself. London 1880, OCLC 500727855OCLC 497051312[Digitalisat 8]
- Good Masteers, if in love ye be. Text: Frederic E. Weatherly. Boosey, London / New York 1906, OCLC 497051326
- Heart of a sailor. Text: Frederic E. Weatherly. Boosey&Hawkes, London, OCLC 224989676
- Her Majesty. A Song in celebration of the 60th year of the Reign of Queen Victoria [zur Feier des 60jährigen Regierungsjubiläums von Königin Victoria], Text: Frederic E. Weatherly. Boosey, London 1897, OCLC 497051375
- I dare you to forget. Song, Text: Claribel. Boosey, London 1884, OCLC 497052164
- Idle Words. Song, Text: Frederic E. Weatherly. Boosey, London 1898, OCLC 497052229[Digitalisat 9]
- John Bull. Song, Text: Frederic E. Weatherly. Boosey, London / New York 1900, OCLC 497052286
- Kit.-The flower of the Regiment. Song, Text: Annette Baker. Boosey, London 1897, OCLC 1253846039
- Little Ben Lee. Ballad, Text: Frederic E. Weatherly, Incipit: Did you never hear tell. London 1881, OCLC 497052480
- Little Hut by the Banyan Tree. Song, Text: Frederic E. Weatherly. Boosey, London etc., 1917, OCLC 497052544
- Love eternal. Sacred Song [Geistliches Lied]. Text: Frederic E. Weatherly. Boosey, London / New York 1910, OCLC 497052575
- Mona. Song, Text: Frederic E. Weatherly. Boosey, London 1888, OCLC 497052771[Digitalisat 10]
- Moon-Daisies.Song, Text: H. Wynn. Incipit: Roaming together. London 1882, OCLC 497052949
- My Life for thee. Song, Text: H. Aidé. Boosey, London 1883, OCLC 497052971[Digitalisat 11]
- My lover across the blue sea. Text: Bessie Hill, Incipit: Yes, somewhere far off. S. Brainard’s Sons, Cleveland, OCLC 1236812902[Digitalisat 12] London 1877, OCLC 497052988
- Nancy Lee. Ballad, Text: Frederic E. Weatherly. London 1877, OCLC 1113215726[Digitalisat 13]
- Never give up the ship. Text: Frederic E. Weatherly. London 1892, OCLC 49715037
- Nirvana. Text: Frederic E. Weatherly. Boosey, London 1900, OCLC 497053084[Digitalisat 14]
- One day. Text: Frederic E. Weatherly. Boosey, London 1913, OCLC 1119807561
- Roses. Song, Text: Frederic E. Weatherly. London 1905[Digitalisat 15]
- Saint Anthony. Text: Frederic E. Weatherly. Boosey, London 1888, OCLC 497053430
- Shadowland. Song, Text: Frederic E. Weatherly. Boosey, London 1894, OCLC 497053460[Digitalisat 16]
- Shipmates. Text: Frederic E. Weatherly. Boosey, London 1883, OCLC 497053474
- Shipwrecked. Text: Frederic E. Weatherly. Boosey, London 1885, OCLC 49579876
- Silver Moon. Text: Frederic E. Weatherly. Incipit:  What do you hear, o silver moon. Boosey, New York 1911, OCLC 497053542
- Six o’clock in the bay. Text: Frederic E. Weatherly. Anglo-Canadian Music Publishers’ Association, Toronto 1889, OCLC 80575472
- Sprung a leak! a sea story. Song, Text: Arthur Matthison. London 1883, OCLC 48700445[Digitalisat 17]
- Sweet and Low. Song: Text: Alfred Tennyson, 1. Baron Tennyson. Boosey, New York 1901 oOCLC 39034955
- Sweet Kildare. Song, Text: Frederic E. Weatherly. Boosey, London 1891, OCLC 497053941
- The Abbot. Song, Text: J.E. Whitby. Boosey, London 1884, OCLC 497050727
- The Bells at Sea. Text: Frederic E. Weatherly. Boosey & Hawkes, London 1908, OCLC 1113996925
- The Blackthorn. Song, Text: Frederic E. Weatherly. Boosey, London 1892, OCLC 497050846
- The Blue Alsatian mountains. Song, Text: Claribel. Boosey, London 1891, OCLC 500702262, OCLC 497052707[Digitalisat 18] W. H. Boner & Co, Philadelphia[Digitalisat 19]
- The Butterfly gay.  Song, Text: Frederic E. Weatherly. Boosey, London / New York 1902, OCLC 497050923
- The Children of the City. Song, Text: Frederic E. Weatherly. Incipit: From Liverpool. London 1881, OCLC 497051011
- The City of Light. Song, Text: Frederic E. Weatherly. Boosey, London 1899, OCLC 497051026[Digitalisat 20]
- The Cry of the Little Ones. Song, Text: Frederic E. Weatherly. Boosey, London 1890, OCLC 497051074[Digitalisat 21]
- The Cup op Life. Song, Text: Frederic E. Weatherly. Boosey, London 1898, OCLC 497051085
- The Forge and the Bell. Song, Text: Frederic E. Weatherly. Boosey, London 1895, OCLC 497051229
- The Garonne. Text: Frederic E. Weatherly. Boosey, London 1886, OCLC 497051261[Digitalisat 22]
- The golden guineas. Song, Text: Frederic E. Weatherly. Boosey, London 1891, OCLC 497051298
- The Goodwin sands. Song,  Text: Frederic E. Weatherly. Boosey, London 1888, OCLC 497051340
- The Holy City. Song, Text: Frederic E. Weatherly. Boosey & Co, 1892, London, OCLC 1061957266 Deutscher Text von H. Brett. Boosey & Co, 1896, London, OCLC 1061962181[Digitalisat 23]
- The Island of Dreams. Song, Text: Frederic E. Weatherly, Incipit: It lies on the deep, where the blue water gleams. Boosey & Co, London, OCLC 18547887[Digitalisat 24]
- The Lifeboat Men. Song, Text: Frederic E. Weatherly. Boosey, London / New York 1904, OCLC 497052386
- The Light of the World. Song, Text: Frederic E. Weatherly. Boosey, London 1896, OCLC 497052425[Digitalisat 25]
- The Little Hero. Text: Arthur Matthison, Incipit: From Liverpool. Boosey, London, OCLC 222610720[Digitalisat 26]
- The Maid of Malabar. Song, Text: Hamilton Aïdé. Boosey, London 1897, OCLC 497052600[Digitalisat 27]
- The Maid of the Mill. Song, Text: Hamilton Aïdé. Boosey, London 1884, OCLC 497052667[Digitalisat 28]
- The Midshipmite. Song, Text: Frederic E. Weatherly. Incipit: Twas in fifty five. London 1879, OCLC 497052707[Digitalisat 29]
- The owl. Text: Frederic E. Weatherly. Boosey, London 1883, OCLC 497053202
- The pilgrim. Text: Beatrice Abercrombie. Boosey, London 1884, OCLC 497053223
- The Quaker. Song, Text: Frederic E. Weatherly. Boosey, London 1887, OCLC 497053260[Digitalisat 30]
- The Romany Lass, Song. Text: Frederic E. Weatherly. Boosey, London 1883, OCLC 497053301[Digitalisat 31]
- The Silent Highway. Song,  Text: F.L. Moir. Boosey, London 1889, OCLC 497053519
- The Silver Cup. Song, Text: Hugh Conway. London 1879, OCLC 497053531[Digitalisat 32]
- The Soldier’s Good-bye. Text: Frederic E. Weatherly. Boosey, London 1885, OCLC 497053573
- The Song of the Sailor Boy. Ballad, Text: E. Cook, Incipit: Cheer up. London 1877, OCLC 497053616
- The Star of Betlehem. Text: Frederic E. Weatherly. Boosey & Hawkes, OCLC 500727883[Digitalisat 33]
- The Stars of Normandie. Text: Frederic E. Weatherly. Boosey, London 1887, OCLC 35518618[Digitalisat 34]
- The Tar’s Farewell. Ballad, Text: F.C. Burnand. Boosey, London 1877, OCLC 1061924926[Digitalisat 35]
- The Valley by the Sea. Song, Text: Frederic E. Weatherly. Boosey, London 1893, OCLC 973679699[Digitalisat 36]
- The Veteran’s Song (Long live the King). Song. Boosey, London 1902,[Digitalisat 37] 1911 Edition. Boosey, London / New York 1911, OCLC 497054362
- The Viking’s song. Text: W. B. Incipit: Now skall to the Vikings. Boosey, London 1881, OCLC 48703054
- The wide, wide Sea. Text: Frederic E. Weatherly. Boosey, London 1886, OCLC 497054491
- They all love Jack. Popular Song, Text: Frederic E. Weatherly. Boosey, London 1886, OCLC 497054034[Digitalisat 38]
- The Young Royalist. Song, Text: Frederic E. Weatherly. Boosey, London 1898, OCLC 497054535
- This work-a-day world. Text: Jessie Moir. Boosey, London 1889, OCLC 497054062[Digitalisat 39]
- Thora. Song, Text: Frederic E. Weatherly. Boosey, London 1905[Digitalisat 40]
- To the Front!. Song, Text: Frederic E. Weatherly. Boosey, London 1894, OCLC 497054195[Digitalisat 41]
- True hearts. Ballad, Text: W.J. Stewart, London, OCLC 223297053
- True to the last. Song, Text: Charles J. Rowe, Incipit:  With lance in rest, his pennon spread to woo the breeze that sweeps the plain. London 1873, OCLC 497054244
- Vanderdecken. Text: Frederic E. Weatherly. Boosey, London 1886, OCLC 497054276
- What am I, love, without thee? Song, Text: Frederic E. Weatherly. Boosey, London 1890, OCLC 497054428
- When I was one and twenty. Song, Text: Frederic E. Weatherly. Boosey, London 1904, OCLC 497054446
- Where art thou now. Song, London 1862, OCLC 497026295
- Whispers. Song, Text: Frederic E. Weatherly, Incipit: The crimson fills the western skies.. Boosey, London 1881, OCLC 48704006
- Wilt thou be mine? Song, Text: Frederic E. Weatherly. Boosey, London 1895, OCLC 497054516
- Your dear brown Eyes. Song, Text: Frederic E. Weatherly. Boosey, London / New York 1909, OCLC 497054554
- Youth and Age. Text: Charles Kingsley. Boosey, London um 1886, OCLC 497054605[Digitalisat 42]

### Arrangements anderer Komponisten
- Blue Alsatian Mountains waltz. Arrangement für Klavier von Henry Harmon, Corner Clark. Adams Sts., Chicago 1883, OCLC 812844951
- Nancy Lee Waltz on Stephen Adams’ popular song. Arrangement für Klavier von Fred Löffler. W. H. Glen, Melbourne[Digitalisat 43]
- Nancy Lee Galop on Stephen Adams’ popular song. Arrangement von Thomas A’Becket Jr. Chas F. Escher Junior, Philadelphia[Digitalisat 44]
- The heart of a sailor. Arrangement für Männerchor von Frank J Smith. A. P. Schmidt, Boston, 1900, OCLC 797981744[Digitalisat 45]
- The holy city. Arrangement für Klavier von Charles Godfrey junior. Boosey & Hawkes, London 1893, OCLC 1061919152[Digitalisat 46] Arrangement für Orgel von Myles B. Foster. Boosey, London 1894, OCLC 271779897[Digitalisat 47] Arrangement für gemischte Stimmen von Doris Arnold. Boosey, 1939
- The maid of the mill. celebrated song. Arrangement für Klavier von Sydney Smith. Boosey, London 1886, OCLC 497052690
- The Owl. Arrangement für Männerchor von Frank J Smith. A. P. Schmidt, Boston, 1900[Digitalisat 48]
- The star of Bethlehem. celebrated song. Arrangement für Klavier von Boyton Smith. Boosey, London 1887, OCLC 497053817 Arrangement für gemischte Stimmen von Arthur Fagge. Boosey, London 1915, OCLC 497053724
- The Union Jack. Text: Wilbur D. Nesbit,  Arrangement für gemischte Stimmen und Solobass von N. Clifford Page. C. C. Birchard, Boston, 1909, OCLC 1268104410
- They all love Jack. Walzer für Klavier über das bekannte Lied von Stephen Adams, Arrangement von Lidell. Anglo-Canadian Music Publishers’ Association, Toronto, 1887, OCLC 1019480262

## Einspielungen
- The Holy City. Eingespielt von Jessye Norman und dem Royal Philharmonic Orchestra unter Leitung von Alexander Gibson auf der Jessye Norman – Sacred Songs und 1981 beim Label Philips veröffentlicht

## Digitalisate
1. ↑  Adieu, Marie! als Digitalisat der State Library Victoria
2. ↑  A Warrior Bold als Digitalisat bei HathiTrust
3. ↑  Babylon als Digitalisat bei Trove
4. ↑  Ben the Bo’sun als Digitalisat bei Trove
5. ↑  By the fountain als Digitalisat bei Trove
6. ↑  By the waters als Digitalisat bei Trove
7. ↑  Fiona als Digitalisat bei Trove
8. ↑  Good Company als Digitalisat bei Trove
9. ↑  Idle Words als Digitalisat bei Trove
10. ↑  Mona als Digitalisat bei Trove
11. ↑  My Life for thee als Digitalisat bei Trove
12. ↑  My lover across the blue sea als Digitalisat bei HathiTrust
13. ↑  Nancy Lee als Digitalisat bei Trove
14. ↑  Nirvana als Digitalisat bei Trove
15. ↑  Roses als Digitalisat bei Trove
16. ↑  Shadowland als Digitalisat bei Trove
17. ↑  Sprung a leak!. als Digitalisat bei HathiTrust
18. ↑  The Blue Alsatian Mountains als Digitalisat bei Trove
19. ↑  The Blue Alsatian mountains als Digitalisat bei HathiTrust
20. ↑  The City of Light als Digitalisat bei Trove
21. ↑  The Cry of the Little Ones als Digitalisat bei Trove
22. ↑  The Garonne als Digitalisat bei Trove
23. ↑  The Holy City als Digitalisat bei Trove
24. ↑  The Island of dreams als Digitalisat bei Trove
25. ↑  The Light of the World als Digitalisat bei Trove
26. ↑  The Little Hero, als Digitalisat bei Trove
27. ↑  The Maid of Malabar als Digitalisat bei Trove
28. ↑  The Maid of the Mill als Digitalisat bei Trove
29. ↑  The Midshipmite als Digitalisat bei Trove
30. ↑  The Quaker als Digitalisat bei Trove
31. ↑  The Romany Lass als Digitalisat bei Trove
32. ↑  The silver cup als Digitalisat bei Trove
33. ↑  The star of Betlehem als Digitalisat bei Trove
34. ↑  The Stars of Normandie als Digitalisat bei Trove
35. ↑  The Tar’s Farewell als Digitalisat bei Trove
36. ↑  The valley by the sea als Digitalisat bei Trove
37. ↑  The Veteran’s Song (Long live the King) als Digitalisat bei Trove
38. ↑  They all love Jack als Digitalisat bei Trove
39. ↑  This work-a-day world als Digitalisat bei Trove
40. ↑  Thora als Digitalisat bei Trove
41. ↑  To the Front! als Digitalisat bei Trove
42. ↑  Youth and Age als Digitalisat bei Trove
43. ↑  Nancy Lee Waltz als Digitalisat bei Trove
44. ↑  Nancy Lee Galop von Thomas A’Becket Jr. als Digitalisat bei HathiTrust
45. ↑  The Heart of a Sailor, Arrangement für Männerchor von Frank J. Smith als Digitalisat der Sibley Music Library der Eastman School of Music der University of Rochester
46. ↑  The Holy City. Arrangement für Klavier von Charles Godfrey junior als Digitalisat bei Trove
47. ↑  The Holy City. Arrangement für Orgel von Myles B. Foster als Digitalisat bei HathiTrust
48. ↑  The Owl, Arrangement für Männerchor von Frank J. Smith als Digitalisat der Sibley Music Library der Eastman School of Music der University of Rochester